# Kamjanske (gemeente)
Kamjanske (Oekraïens: Кам'янська сільська громада) is een dorp en een gemeente in Oekraïne in de oblast Transkarpatië in de rajon Berehove. De gemeente is ontstaan na de hervormingen van 2020. Het behoorde daarvoor tot de rajon Irsjava. De gemeente heeft 9.436 inwoners.

## Dorpen
De gemeente bestaat uit de volgende dorpen:
- Ardanovo Арданово (Hongaars: Árdánháza)
- Boharevitsja, Богаревиця (Hongaars: Falucska)
- Volovitsja, Воловиця (Hongaars: Beregpálfalva)
- Doenkovitsja, Дунковиця (Hongaars: Nyíresújfalu)
- Kamjanske, Кам’янське (Hongaars: Beregkövesd)
- Midjanitsja, Мідяниця (Hongaars: Medence)
- Seltsje, Сільце (Hongaars: Beregkisfalud)
- Hmilnik, Хмільник (Hongaars: Komlós)